# Henry Herbert La Thangue

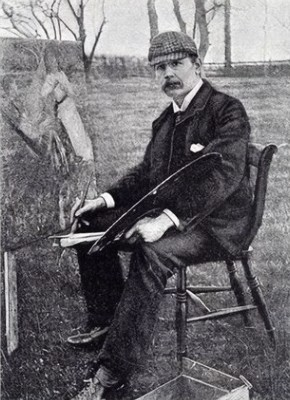
Henry Herbert La Thangue

Henry Herbert La Thangue (Londen 19 januari 1859 - aldaar, 21 december 1929) was een Brits kunstschilder. Hij werd beïnvloed door het naturalisme en het impressionisme.

## Leven en werk
La Thangue studeerde aan de Lambeth School of Art en van 1874 tot 1879 bij de Royal Academy of Arts. Vervolgens vertrok hij met een beurs naar Parijs, waar hij zich inschreef aan de École nationale supérieure des beaux-arts. Hij kwam daar in de leer bij Jean-Léon Gérôme, die hem opleidde in een academische stijl. In Parijs kwam hij echter ook sterk onder invloed te staan van de schilders van de School van Barbizon, van wie hij de liefde voor het schilderen 'en plein air' overnam. Van de kunstschilders van Pascal Dagnan-Bouveret en Jules Bastien-Lepage, met wie hij ook persoonlijke contacten had, nam hij uiteindelijk een naturalistische stijl over, hoewel deze door Gérôme werd afgekeurd.
La Thangue bleef tot 1886 in Frankrijk en schilderde ook aan de Bretonse kust en de Rhônevallei. Terug in Engeland werd zijn werk geprezen door de Royal Academy en hield hij diverse grote exposities. Aanvankelijk vestigde hij zich in Norfolk, begin jaren 1890 ging hij wonen en werken op het platteland van Sussex. Hij schilderde landschappen en vooral ook genrewerken met het boerenleven als thema. Zijn werk valt op door het vaak grote formaat en door de realistische precisie, die de invloed vanuit de fotografie verraadt. Hij onderhield nauwe contacten met de schilders van de Newlyn School, aan wier werk het zijne ook enigszins verwant is.
La Thangue zou ook regelmatig naar Europa blijven reizen (Frankrijk, Italië). Hij overleed in 1929, 70 jaar oud. Kort voor zijn dood was hij nog zeer ontdaan geweest toen twee van zijn werken verloren gegaan leken bij een scheepsramp voor de kust van Nieuw-Zeeland.
Diverse van La Thangues werken bevinden zich thans in de Tate Gallery en in de collectie van de Royal Academy te Londen. Zijn schilderijen brengen tegenwoordig hoge prijzen op tijdens veilingen. In 2009 werd voor In de boomgaard (1893) 285.000 Engelse pond betaald.

## Galerij

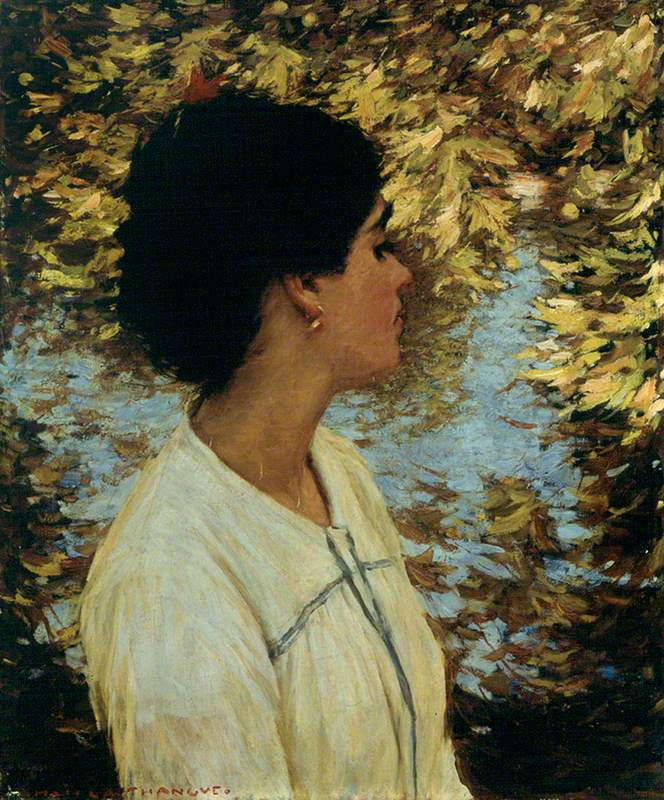
De Andalusische
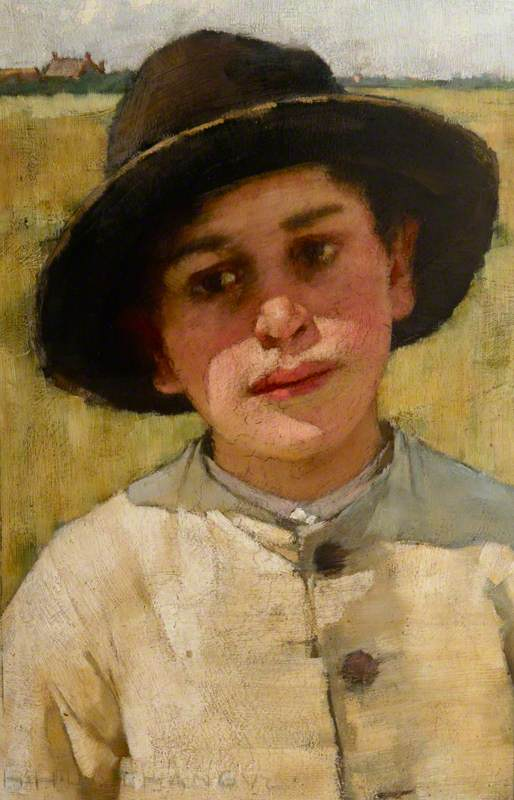
Jongen met zwarte hoed voor een korenveld
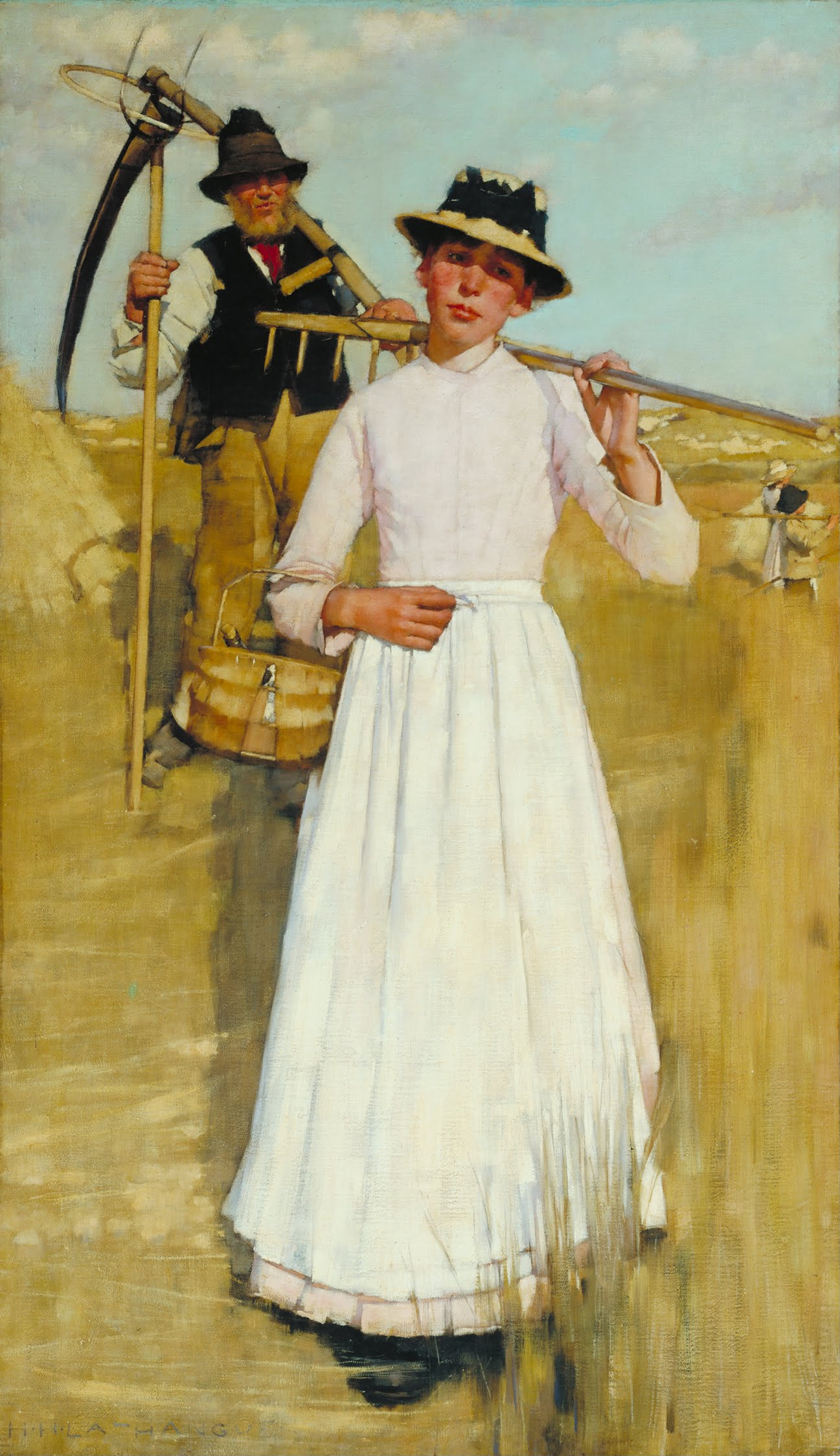
Terugkeer van de maaiers
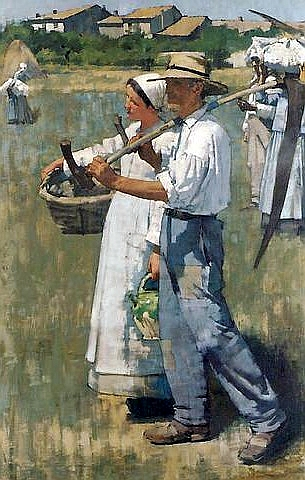
In de Dauphiné
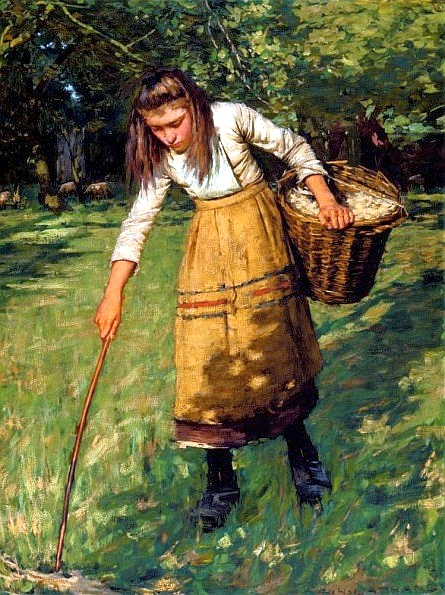
Wol verzamelen
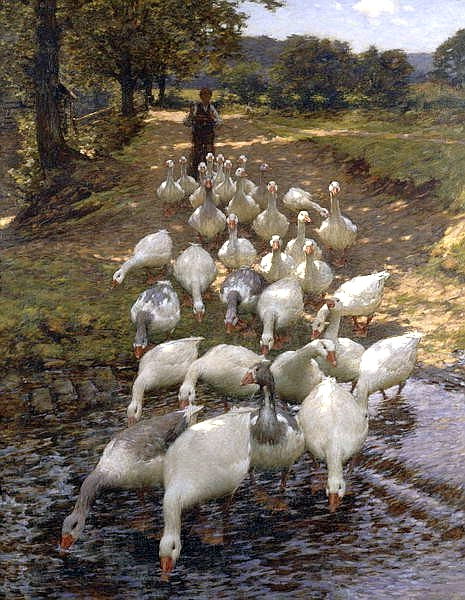
De waterplas
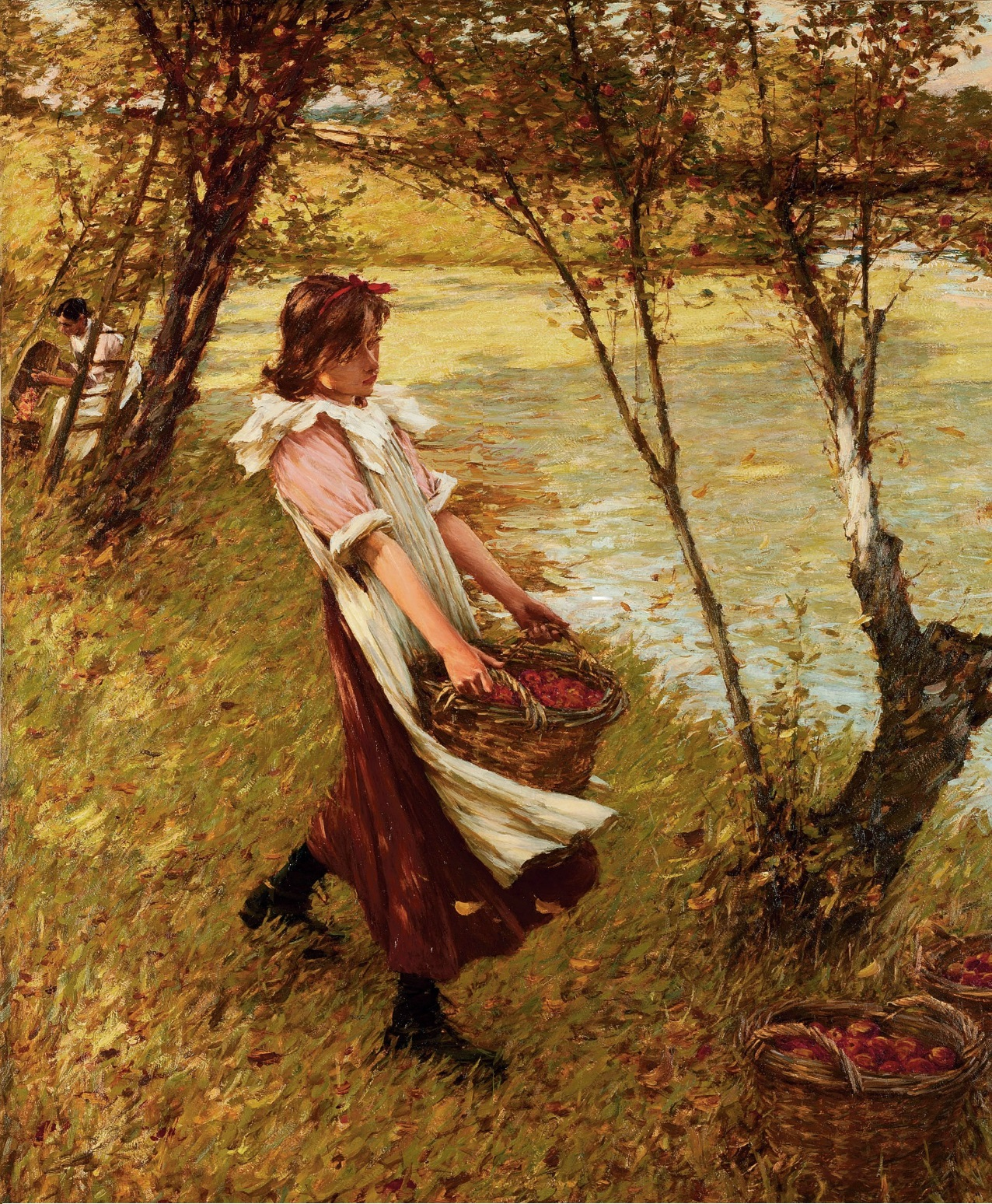
In de boomgaard
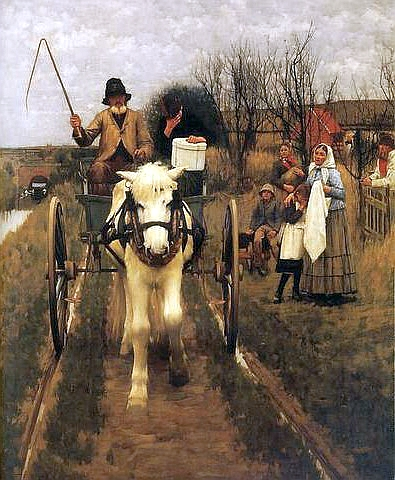
Vertrek van huis
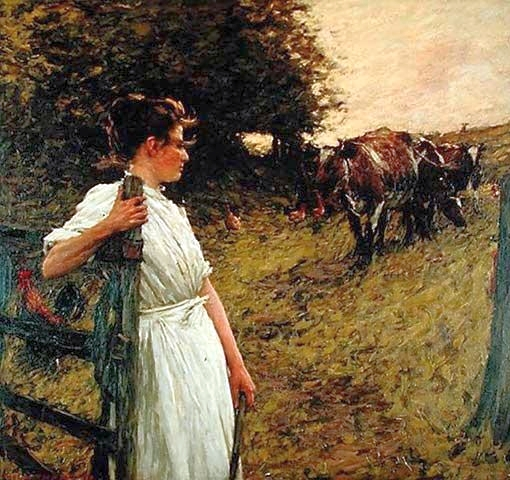
De boerendochter
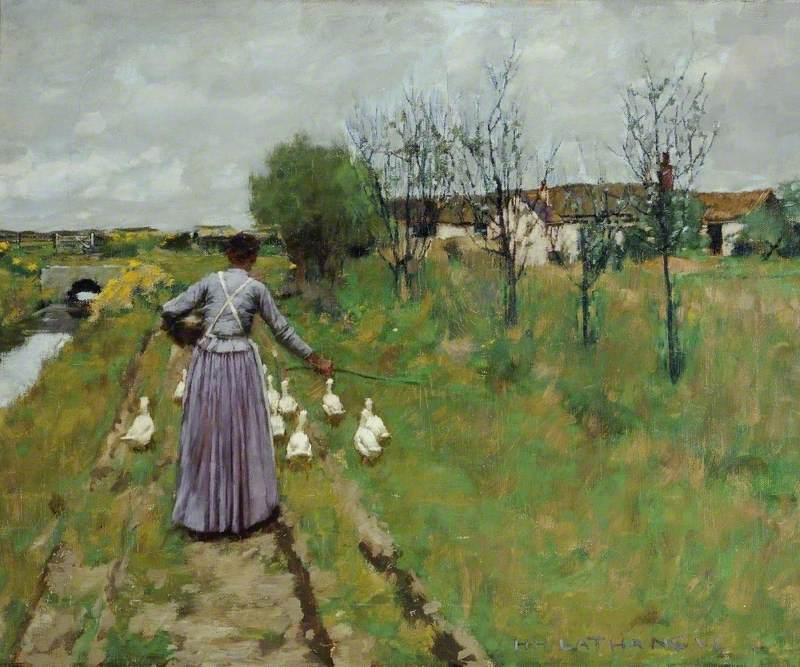
Landschap

## Noot
1. ↑  Later zouden deze werken worden teruggevonden en gerestaureerd. La Thangue zou dit echter niet meer meemaken.
2. ↑  Cf. informatie op Engelse Wikipedia, lemma La Thangue, juni 2014.

- Auckland Art Gallery Toi o Tāmaki: 1694
- Art Gallery of South Australia: 2813
- Bibliothèque nationale de France: cb14539773h (data)
- Gemeinsame Normdatei: 121846571
- International Standard Name Identifier: 0000 0000 6681 1384
- Library of Congress Control Number: n89654016
- Nationale Bibliotheek van Tsjechië: xx0220848
- Nationale Bibliotheek van Israël: 987007455256905171
- RKD-Nederlands Instituut voor Kunstgeschiedenis: 47136
- SNAC: w64z5kjt
- Système universitaire de documentation: 068736371
- Union List of Artist Names: 500004645
- Virtual International Authority File: 25469415
- WorldCat: E39PBJbWv9PqDG93Vw9KDr8grq